# Albert e l'uomo nero
Albert e l'uomo nero è uno sceneggiato televisivo italiano del 1976 suddiviso in 3 puntate per la regia televisiva di Dino B. Partesano.
È stato trasmesso sul Programma Nazionale (l'odierna Rai 1) dal 21 al 28 marzo del 1976.

## Trama
Il piccolo Albert è un bambino orfano di madre e che vive in una grande villa insieme al padre Marco Vandelli, un imprenditore sempre in giro per lavoro, che si è risposato da non molto. Un giorno, mentre è intento nei suoi giochi nei dintorni della villa, scopre il cadavere della matrigna, vittima di un omicidio. Albert è anche un piccolo appassionato radioamatore a caccia di ipotetici messaggi extraterrestri, che riesce a registrare su nastri audio. Ciò lo renderà protagonista involontario nelle indagini sull’omicidio ma questo farà si che un misterioso uomo vestito di nero si metta sulle sue tracce. Il commissario Gandini intuisce che il piccolo Albert, seppure involontariamente, sarà una fonte preziosa di informazioni per la risoluzione del giallo.

## Produzione
Albert e l'uomo nero fu girato nel 1976 a Savarna, frazione del comune di Ravenna. Gli interni furono girati nel Centro di produzione Rai di Napoli.